# التاريخ العسكري لفنلندا خلال الحرب العالمية الثانية

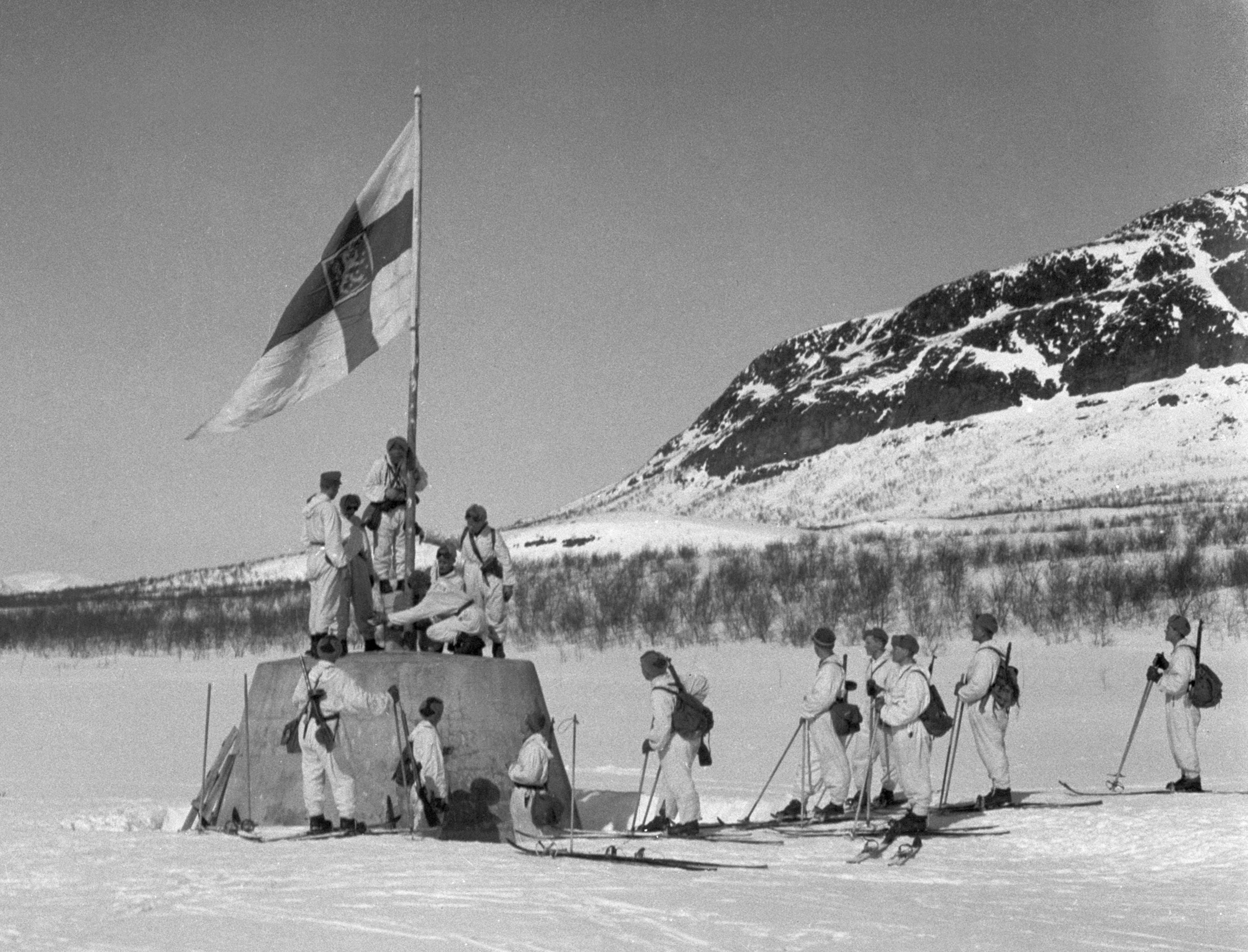
جنود فنلنديون يرفعون العلم الفنلندي عند نقطة التقاء الحدود الثلاثية ما بين فنلندا والسويد والنرويج يوم 27 أبريل عام 1945معلنًا نهاية الحرب العالمية الثانية في فنلندا.

شاركت فنلندا في الحرب العالمية الثانية، في البداية بمفردها، ضد الاتحاد السوفييتي في حرب الشتاء، ثم في حرب الاستمرار جنبًا إلى جنب مع دول المحور(1939-1944)، وبشكل أساسي ألمانيا النازية، ثم انتقلت إلى الطرف المعادي لألمانيا في السنة الأخيرة من الحرب (1944-1945).
ومن تلك الناحية، كانت فنلندا خلال الحرب ضد المصالح الشاملة لقوات الحلفاء ثم معها.
كان أول صراعين رئيسيين اشتركت فيهما فنلندا مباشرة هما حرب الشتاء الدفاعية ضد غزو الاتحاد السوفييتي في 1939-1940، وحرب الاستمرار التي تلتها في 1941-1944، إلى جانب ألمانيا ودول المحور الأخرى ضد السوفييت. تبع النزاع الثالث، حرب لابي ضد ألمانيا في 1944-1945، توقيع هدنة موسكو مع قوات الحلفاء، والتي نصت على طرد القوات الألمانية النازية من الأراضي الفنلندية.
بحلول نهاية القتال، دافعت فنلندا عن استقلالها، ولكن كان عليها أن تتنازل عن 10% تقريبًا من أراضيها، بما في ذلك رابع أكبر مدنها، فيبورغ، وأن تدفع مبلغًا كبيرًا من تعويضات الحرب للاتحاد السوفييتي. نتيجة لهذه الخسارة في الأراضي، هجر جميع سكان كاريليا الشرقية منازلهم، وانتقلوا إلى المناطق التي ظلت داخل حدود فنلندا.

## خلفية

### استقلال فنلندا

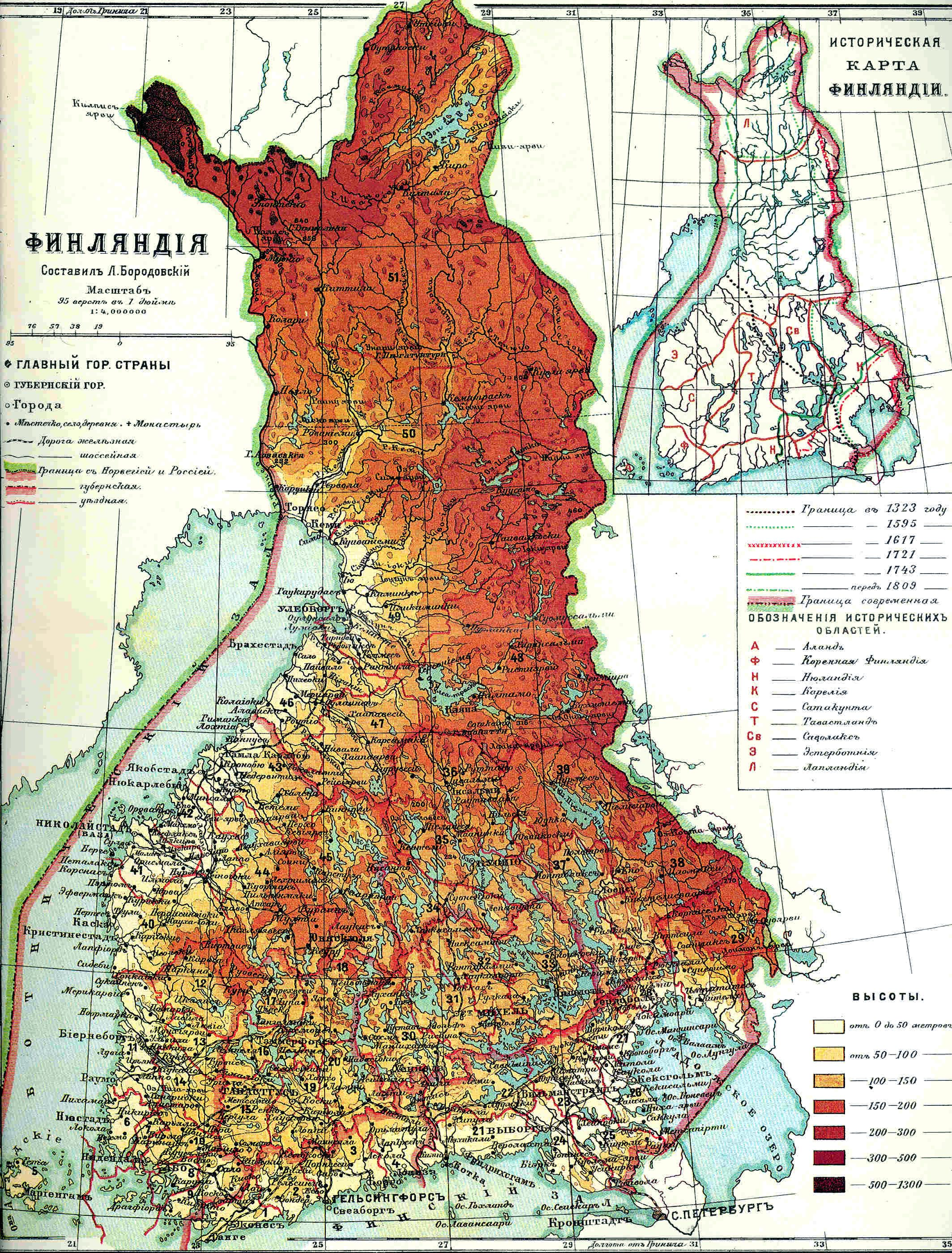
ظل اسم فنلندا الرسمي دوقية فنلندا الكبرى حتى عام 1917.

في عام 1809، غزت الإمبراطورية الروسية فنلندا التي كانت تتبع للسويد في الحرب الفنلندية. دخلت فنلندا في اتحاد شخصي مع الإمبراطورية الروسية كدوقية كبرى تتمتع بحكم ذاتي واسع النطاق. ازدهرت البلاد بشكل عام خلال فترة الحكم الروسي. في 6 ديسمبر 1917، أثناء الحرب الأهلية الروسية، أعلن البرلمان الفنلندي (بالفلندية سومن إدوسكونتا) الاستقلال عن روسيا، والذي وافق عليه النظام البلشفي في الاتحاد السوفييتي في 31 ديسمبر. في يناير 1918، أمر الإدوسكونتا (البرلمان) الجنرال كارل مانرهايم باستخدام الحرس الأبيض المحلي الفنلندي لنزع سلاح الحرس الأحمر الفنلندي والقوات الروسية في البلاد، وبدأ ذلك في27 يناير وأدى إلى بداية الحرب الأهلية الفنلندية.
بعد انهيار الجبهة الشرقية ومفاوضات السلام بين البلاشفة وألمانيا، تدخلت القوات الألمانية في فنلندا واحتلت هلسنكي. هُزمت الفصيلة الحمراء، وتعرض الناجون لعهد من الإرهاب قُتل فيه 12,000 شخص على الأقل. اتبعت الحكومة الجديدة، برئاسة يوهو كوستي بآسيكيفي رئيسًا للوزراء، سياسة مؤيدة لألمانيا وسعت إلى ضم كاريليا الروسية، التي كانت تمتلك أغلبية ناطقة بالفنلندية رغم أنها لم تكن جزءًا من فنلندا.

### معاهدة تارتو
بعد اندثار الحكم الملكي لآل هوهنتسولرن في 9 نوفمبر 1918، أصبحت بولندا وإستونيا ولاتفيا وليتوانيا مستقلة، وغادرت القوات الألمانية فنلندا وجالت السفن البريطانية في بحر البلطيق. انتخب الإدوسكونتا مانرهايم وصيًا على العرش، وأصبحت السياسة الفنلندية مؤيدة للحلف حينما تدخلت القوى الغربية في الحرب الأهلية الروسية (7 نوفمبر 1917 - 16 يونيو 1923). فضل مانهايم التدخل ضد البلاشفة، ولكن شكوكه حول الروس البيض (الحركة البيضاء) الذين رفضوا الاعتراف بالاستقلال الفنلندي أدت إلى إلغاء سياسته الهجومية، وبعد ذلك، أحبط انتصار البلاشفة في روسيا الأعمال العدائية الفنلندية.
قاد باسيكيفي وفدًا إلى تارتو في إستونيا مع توجيهات لإنشاء حدود من بحيرة لادوغا في الجنوب، عبر بحيرة أونيغا إلى البحر الأبيض في الشمال. إن أهمية سكة حديد مورمانسك، التي بُنيت في عام 1916، أدت إلى رفض الوفد السوفييتي اقتراح الحدود الفنلندية واعترفت معاهدة 14 أكتوبر 1920 بحدود حصلت فيها فنلندا على ميناء بيتسامو (بيتشينغا) الشمالي، وهو منفذ إلى المحيط المتجمد الشمالي، وحدود مثل دوقية فنلندا الكبرى السابقة تقريبًا. تنازلت فنلندا عن المطالبات المتعلقة بمناطق كاريليا الشرقية، ووافق السوفييت على عدم نقل الحدود الجنوبية الشرقية إلى غرب بتروغراد.

## حرب الشتاء
كانت العلاقة بين فنلندا والاتحاد السوفييتي متوترة خلال فترة حرب الشتاء. استمر بعض العناصر في فنلندا بالحلم بـ«فنلندا الكبرى» التي تضمنت الجزء الذي يسيطر عليه السوفييت من كاريليا. تسبب قرب الحدود الفنلندية من لينينغراد (سانت بطرسبرغ الآن) بالقلق للقيادة السوفييتية. في 23 أغسطس 1939، وقعت ألمانيا النازية والاتحاد السوفييتي الاتفاق الألماني السوفييتي (أو اتفاق مولوتوف-ريبنتروب). حدد بند سري من هذه الاتفاقية فنلندا جزءًا من مجال النفوذ السوفييتي.
في 12 أكتوبر، بدأ الاتحاد السوفييتي مفاوضات مع فنلندا في ما يتعلق بأجزاء من الأراضي الفنلندية، والبرزخ الكاريلي، وجزر خليج فنلندا، وشبه جزيرة هانكو، ولم يتوصلوا إلى اتفاق. في 26 نوفمبر، اتهم الاتحاد السوفييتي الجيش الفنلندي بقصف قرية ماينيلا. تبين لاحقًا أن السوفييت قد قصفوا قريتهم في الواقع لإيجاد ذريعة للانسحاب من معاهدة عدم الاعتداء مع فنلندا. هاجم الاتحاد السوفييتي فنلندا في 30 نوفمبر. نددت عصبة الأمم بالهجوم، ونتيجة لذلك، طُرد الاتحاد السوفييتي من عصبة الأمم في 14 ديسمبر.

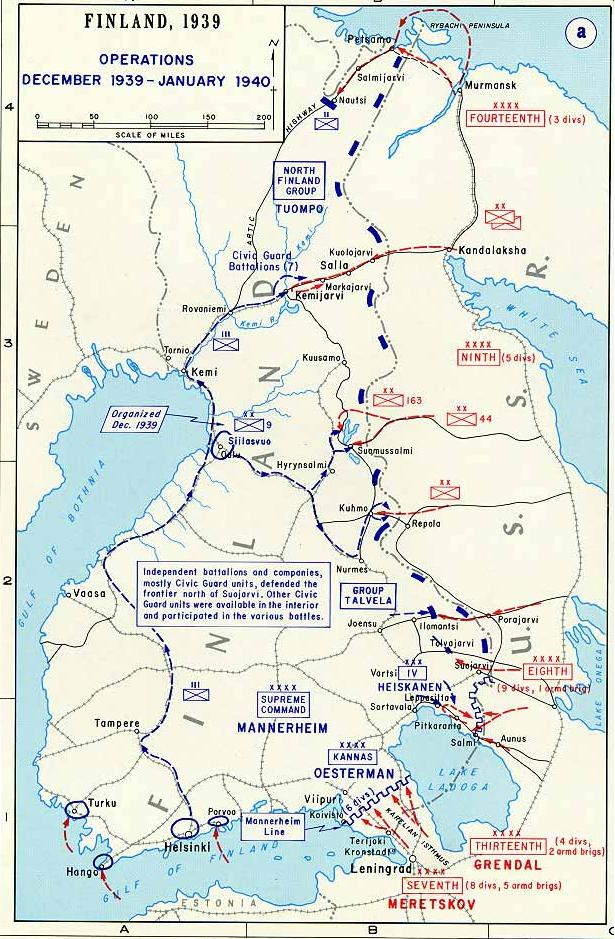
الطور الأول من حرب الشتاء

كان الهدف من الغزو هو ضم فنلندا من قبل الاتحاد السوفييتي. كان الهجوم الأول، في 30 نوفمبر 1939، قصفًا جويًا لمدينة هلسنكي وعلى طول الحدود الفنلندية السوفييتية. وضع هذا الشعبَ الفنلندي في موقف الدفاع دون الاضطرار إلى اتخاذ أي قرار (حل خلافاتهم)، ووحد البلد الذي كان منقسمًا في السابق. كان الغزو السوفييتي يهدف إلى تحرير «الفنلنديين الحمر»، مع ضم فنلندا في النهاية إلى الاتحاد السوفييتي (يو إس إس آر). تحقيقًا لهذه الغاية، أُنشئت حكومة دمية، وهي «جمهورية فنلندا الشعبية» في تيريوكي (زيلينوغورسك الآن) تحت قيادة المنفي أوتو فيلي كوسينن.
شملت الأهداف الإستراتيجية للجيش الأحمر قسم فنلندا إلى نصفين والاستيلاء على بيتسامو في الشمال وهلسنكي في الجنوب. كان السوفييت يهيئون قواتهم على الحدود لعدة أشهر خلال المفاوضات السابقة. أرسل الاتحاد السوفياتي أربعة جيوش تتألف من 16 فرقة وثلاثة أخرى كانت في طريقها إلى موقعها؛ في غضون ذلك، كان لدى الجيش الفنلندي 9 فرق أصغر. بالإضافة إلى ذلك، تمتعت القوات السوفييتية بتفوق ساحق في أعداد الوحدات المدرعة والجوية المنتشرة. كان لدى فنلندا مشكلة بالأعداد، إذ اضطروا للدفاع عن الحدود التي يبلغ طولها نحو 1287 كيلومترًا (800 ميل)، ما عرّض المدافعين لعائق كبير.
خيضت حرب الشتاء على ثلاث مراحل: التقدم السوفييتي الأولي، وهدوء مؤقت، ثم تجدد الهجوم السوفييتي. خيضت الحرب بشكل أساسي في ثلاث مناطق. كان البرزخ الكاريلي ومنطقة بحيرة لادوغا محور التركيز الرئيسي للمجهود الحربي السوفييتي. حصل هجوم مزدوج المحاور، إذ اشتبك أحد فكي الكماشة العسكرية (تكتيك عسكري) مع القوات الفنلندية على البرزخ، بينما دار الطرف الآخر من الكماشة العسكرية حول بحيرة لادوغا في محاولة لتطويق المدافعين. كانت هذه القوة آنذاك للتقدم إلى مدينة فييبوري والاستيلاء عليها. كانت الجبهة الثانية في وسط كاريليا، حيث كانت تتقدم القوات السوفييتية إلى مدينة أولو، قاسمةً البلاد إلى نصفين. أخيرًا، حدث تقدم جنوبي من الشمال للاستيلاء على منطقة بيتسامو. وبحلول أواخر ديسمبر، توقفت الجبهتان الرئيسيتان بسبب هجوم الفنلنديين عكسيًا بقوة أكبر وعجز السوفييت عن التقدم. مع فشل اثنين من هجماته الثلاث بنهاية ديسمبر، أمر المقر السوفييتي بوقف العمليات. بحلول 27 ديسمبر، لوحظ أن القوات السوفييتية كانت تحفر الخنادق في البرزخ الكاريلي. من ناحية أخرى، في الشمال، دُفع الفنلنديون للتراجع إلى ناوتسي بوجود تعزيزات متحصنة في منطقة عليا لوقف التقدم السوفييتي جنوب بيتسامو. خلال هذه الفترة، من المعروف أن الفنلنديين ضايقوا أرتال الإمداد وشنّوا غارات على المواقع السوفييتية المحصنة. عقب ذلك فترة هدوء في يناير 1940، مع إعادة تقييم الجيش السوفييتي استراتيجيتَه، وإعادة تسليحه وتزويده بالإمدادات. بدأت المرحلة الأخيرة في فبراير 1940 بقصف مدفعي كبير بدأ في اليوم الثاني من الشهر واستمر حتى الحادي عشر منه، مصحوبًا بمداهمات استطلاعية على أهداف رئيسية. بدأ السوفييت باستخدام معدات وعتاد جديد، وأيضًا استخدام تكتيكات تناوب القوات من الاحتياطي إلى الجبهة الأمامية، وممارسة الضغط باستمرار على المدافعين الفنلنديين. بدا أن الجيش الأحمر لديه كميات لا تنضب من الذخيرة والإمدادات، إذ كانت الهجمات مسبوقةً دائمًا بوابل من النيران، ومتبوعةً بهجمات جوية ثم تحركات القوات العشوائية ضد الخطوط. رأى القادة العسكريون والحكوميون الفنلنديون أن الحل الوحيد المتبقي هو التفاوض على معاهدة سلام مع موسكو.